# Jakob Stenius den äldre
Jakob Stenius den äldre, född den 14 mars 1704 i Ulfsby socken, död den 20 januari 1766, var en finländsk präst och agronom; far till Jakob Stenius den yngre.
Stenius var kyrkoherde i Pielisjärvi i Karelen. Han vann stort rykte genom sina vidsträckta kärruttorkningar och odlingar och bönderna gav honom därför binamnet Korpi-Jaakko (Kärr-Jakob). Han framträdde även som agronomisk författare med Kort underrättelse om kjärr och mossar samt deras nyttiande (1742). Som Augustin Ehrensvärds biträde deltog han även någon tid i ledningen av strömrensningsarbetena i Björneborgs län. Han verkade jämväl för åtgärders vidtagande till gränsernas försvar i östra Finland, till beskattningens lämpligare ordnande och till församlingarnas sönderdelning i nämnda landsdel. Han hade ett häftigt och egensinnigt lynne och låg ständigt i tvist med sitt domkapitel.